# Szkoła yinyang
Szkoła yinyang, naturaliści – starożytna chińska szkoła filozoficzna, istniejąca w Okresie Walczących Królestw. Jej założycielem był Zou Yan.
Przedstawiciele szkoły yinyang łączyli kosmogoniczne koncepcje yin i yang oraz pięciu elementów z filozofią polityczną. Według tej teorii cykliczność pięciu chińskich żywiołów związana jest ściśle z cyklicznością władzy. Wszelkie wydarzenia zachodzące w naturze i świecie ludzkim są zdeterminowane przez aktualnie dominujący we wszechświecie żywioł. Cykliczne zmiany dominujących żywiołów są poprzedzone ciągiem naturalnych zjawisk odczytywanych jako przepowiednie i powodują zmianę dynastii panującej.
Poglądy szkoły yinyang wywarły wpływ na kształtowanie się klasycznych chińskich koncepcji politycznych i metafizycznych.